# Magico (album)
| Recensione | Giudizio |
| ---------- | -------- |
| Newsic     | 6,9/10   |
| Rockit     | Positivo |

Magico è il nono album in studio del rapper italiano Mondo Marcio, pubblicato il 7 ottobre 2022 dalla Mondo Records.

## Tracce
1. Magico (feat. Gemitaiz) – 3:01
2. Show Off – 2:36
3. Mezzanotte – 3:35
4. Bambola vodoo – 2:58
5. Allo specchio – 2:34
6. Fiori e fango (feat. Arisa) – 2:52
7. Desideri (feat. Caffellatte) – 2:42
8. Scema – 3:20
9. Fuoco e ghiaccio – 2:29
10. Senza veli – 2:45
11. Marcio non farlo – 3:06
12. Giorni migliori (feat. Nyv) – 2:47
13. Outro – 1:26